# Firmino Filho
Firmino Filho (Teresina, 16 de diciembre de 1963 - Ibidem, 6 de abril de 2021) fue un economista y político brasileño. Miembro del Partido de la Social Democracia Brasileña, se desempeñó como alcalde de Teresina (estado de Piauí) de 1997 a 2004 y nuevamente de 2013 a 2020. También sirvió en la Asamblea Legislativa de Piauí.

## Biografía
Filho se graduó en economía de la Universidad Federal de Pernambuco. Obtuvo su maestría en la Universidad de Illinois en Urbana-Champaign. Posteriormente, trabajó para el Tribunal de Contas da União y como profesor de la Universidad Federal de Piauí.
Inició su carrera política a los 30 años en 1993, cuando fue designado por el alcalde de Teresina, Raimundo Wall Ferraz para convertirse en secretario municipal de Hacienda. Tras la muerte del alcalde el 22 de marzo de 1995, Filho mantuvo su cargo administrativo bajo la dirección de Francisco Gerardo.
Miembro del Partido Socialdemócrata Brasileño, Filho fue elegido alcalde de Teresina en 1996, derrotando a Alberto Tavares Silva del Movimiento Democrático Brasileño en la segunda vuelta. Filho fue uno de los alcaldes más jóvenes de Brasil y derrotó al hijo de su oponente anterior, Marcos Silva, en 2000. Recibió el premio Amigo da Criança de la Unicef y la Fundación Abrinq, otorgado por la embajadora de UNICEF Daniela Mercury en 1999.
Filho estaba muy preocupado por el desarrollo de los residentes de clase trabajadora de Teresina. Presentó el proyecto Vila-Bairro, que mejoró enormemente la calidad de vida en las afueras de la ciudad. Fue reconocido como un gran éxito por Caixa Econômica Federal, que recomendó la práctica a las Naciones Unidas en una conferencia de 2000 en China. Como resultado de este desarrollo, recibió premios del Programa de Naciones Unidas para los Asentamientos Humanos, la Fundación Ford, la Fundación Getulio Vargas, el Banco Nacional de Desenvolvimento Econômico e Social y otros.
En 2006, dos años después de dejar el cargo de alcalde, Filho se postuló para gobernador de Piauí, donde fue derrotado por el actual gobernador Wellington Dias. En 2008, fue elegido para servir en el Concejo Municipal de Teresina, logrando el segundo total de votos más alto en la historia del Concejo Municipal de Teresina, solo detrás de Carlos Augusto de Araujo Lima en 1972.
Filho fue elegido miembro de la Asamblea Legislativa de Piauí después de obtener 47.634 votos. En las elecciones municipales de 2012, derrotó a Wellington Dias en la primera vuelta y a Elmano Férrer en la segunda, y volvió a asumir el cargo de Alcalde de Teresina.
El 6 de abril de 2021, Firmino Filho fue encontrado muerto en Teresina, donde, según los informes, se cayó del piso 14 del Manhattan River Center, la ubicación de su oficina con el Tribunal de Contas da União.